# مقاطعة واسكو (أوريغون)
مقاطعة واسكو (بالإنجليزية: Wasco County)‏ هي إحدى مقاطعات ولاية أوريغون في الولايات المتحدة الأمريكية.